# عصر معصومیت
عصر معصومیت عنوان نمایشنامه‌ای به نویسندگی مشترک محمد چرمشیر و فرهاد مهندس‌پور است، و در سال ۱۳۹۷ توسط فرهنگ نشر نو به‌چاپ رسیده است. داستان نمایشنامه به دستاوردهای دانش نوین در آینده اشاره دارد؛ آینده‌ای که بشر تا کنون دربارهٔ شگفتی‌های آن بسیار شنیده است. عصر معصومیت اخلاق و فلسفه را با نگاهی خارق‌العاده در رفتار شخصیت‌هایش به‌تصویر می‌کشد و با گفتگوهای خلاقانه، مخاطب را در سرتاسر داستان با خود همراه می‌کند. چرمشیر و مهندس‌پور شخصیت‌های این نمایش را به‌گونه‌ای تنها و افسرده خلق کرده‌اند، که این تنهایی در تک‌تک حرکاتشان مشخص است، اما این شخصیت‌ها به سختی‌های زندگی دلبسته‌اند و سعی دارند برای خود زوجی پیدا کنند تا در زندگی کسالت‌بارشان تغییراتی ایجاد کنند.
عصر معصومیت، دستورصحنه‌های اندکی دارد؛ همچنین پیش‌نهادهایی چون مرگ‌های ناگهانی و بی‌نشانه، یا عیسایی که از جسد و جسدهایی برمی‌خیزد و آمدوشدهای بسیار نمایشی.

## شخصیت‌ها
شخصیت‌های این نمایشنامه عبارتند از:
- ویکتور
- الیزابت
- پدر روحانی
- گورکن
- عیسی

بخشی از متن نمایشنامه:
گورکن: همیشه چیزهای دیدنی زیاده. فقط باید گشت و پیداش کرد. شاه دل می گرده و چی پیدا می‌کنه؟ خدا رو. بعد باز می‌گرده و چی رو پیدا می‌کنه؟ پسر خدا رو. باز می‌گرده و چی رو پیدا می‌کنه؟ شیطون رو! خدا رو می‌زاره تو آسمون، پسرش و تو کلیسا، شیطون رو پشت در خونه‌ش. با خدا حرف می‌زنه، برای پسرش دعا می‌خونه، از شیطون می‌ترسه… ملکه می‌گرده و هیچی پیدا نمی‌کنه. پس میره سراغ خدای شاه دل. باهاش حرف می‌زنه، برای پسرش دعا می‌خونه، از پنجره شیطون رو نگاه می‌کنه که بدجوری به قفل در ور می‌ره…